# Grão-Canato Ávaro
O Grão-Canato Ávaro foi uma confederação altamente organizada de povos turcos nômades, um grão-canato, fundado pelos ávaros eurasianos no início da Idade Média. Os ávaros, por sua vez, eram uma confederação de tribos eurasianas que emigraram das estepes da Ásia Central. O grão-canato foi fundado na região dos Cárpatos em 567 e perdurou até 804.

## História

### Chegada na Europa
Os ávaros chegaram à região ao norte do Cáucaso em 557 e enviaram uma embaixada a Constantinopla, o primeiro contato com o Império Bizantino. Em troca de ouro, eles concordaram em subjugar as "gentes selvagens" em nome dos bizantinos. Eles conquistaram e incorporaram várias tribos nômades nesta época — os protobúlgaros das tribos cutrigures, onogures e utigures e os sabires — e derrotaram os eslavos da tribo dos antas. Já em 562, os ávaros controlavam as estepes ao norte do mar Negro e a região do baixo Danúbio. Quando chegaram aos Bálcãs, os ávaros formavam um grupo heterogêneo de aproximadamente 20 000 cavaleiros e suas famílias.
Depois que o imperador bizantino Justiniano I (r. 527–565) os subornou, eles avançaram em direção noroeste, invadindo a Germânia. Porém, os francos interromperam o avanço às margens do rio Elba. Buscando pastos para o seu gado, os ávaros inicialmente exigiram terras ao sul do rio Danúbio (a região onde hoje está a Bulgária), mas os bizantinos se recusaram e utilizaram seus contatos com os goturcos, antigos mestres dos ávaros, para dissuadi-los. Desta forma, os ávaros voltaram sua atenção para a planície dos Cárpatos e para as defesas naturais que ela apresentava. Porém, a região já era ocupada na época pelos gépidas. Em 567, os ávaros assinaram uma aliança com os lombardos, inimigos deles, e, juntos, os dois povos invadiram e destruíram a maior parte do nascente Reino Gépida. Os ávaros então persuadiram os lombardos a se mudarem para a região norte da Itália (onde eles fundariam um reino que duraria dois séculos), a última migração em massa de povos germânicos do Período das Migrações.
Continuando a vitoriosa política externa de lançar os vários povos bárbaros uns contra os outros, os bizantinos convenceram os ávaros a atacarem os esclavenos da Cítia Menor, uma terra rica em espólios e que jamais havia sido conquistada antes. Após terem devastado a maior parte da região, os ávaros retornaram para a Panônia, mas não antes de muitos dos súditos do grão-cã terem desertado para o lado bizantino. Por volta de 600, os ávaros haviam fundado um império nômade que se estendia da região de Nórica (atual Áustria) no ocidente até as estepe pôntica-caspiana no oriente, governando diversos povos.

### 580-670:Período inicial
Por volta de 580, o grão-cã Beano I consolidou a supremacia militar dos ávaros sobre os huno-búlgaros, eslavos e germânicos. Quando o Império Bizantino não conseguia pagar tributo ou contratar os mercenários ávaros, eles invadiam as terras imperiais. De acordo com Menandro, Beano comandou um exército de 10 000 cutrigures e saqueou a Dalmácia em 568, efetivamente cortando a ligação por terra entre Constantinopla e o norte da Itália e o ocidente. Em 582, os ávaros capturaram Sirmio, uma importante fortaleza na antiga província romana da Panônia. Quando os bizantinos se recusaram a aumentar os tributos, uma exigência do filho e sucessor de Beano, Beano II, os ávaros avançaram e capturaram também Singiduno e Viminácio, todas cidades às margens do Danúbio e parte das defesas da fronteira da Mésia. Os ávaros, contudo, sofreram alguns reveses durante as campanhas de Maurício nos Bálcãs durante a década de 590. Após terem sido derrotados em seu próprio território, alguns ávaros desertaram para os bizantinos em 602, mas o imperador Maurício (r. 582–602) decidiu que o exército não deveria voltar para casa, como era o costume, e que deveria invernar ao norte do Danúbio. Uma revolta irrompeu e deu aos ávaros um respiro que eles desesperadamente precisavam. A guerra civil que se seguiu incitou a retomada das hostilidades com o Império Sassânida no oriente e, depois de 615, os ávaros novamente estavam livres para atacar os Bálcãs. Eles tentaram uma invasão no norte da Itália em 610 e conseguiram arrancar dos bizantinos pagamentos que chegavam ao total de 200 000 soldos em ouro e mercadorias antes de 626.
Em 626, o cerco de Constantinopla por uma força conjunta ávaro-sassânida fracassou e o prestígio e poder dos ávaros declinou a partir daí. Os bizantinos e os francos relatam uma guerra entre eles e seus clientes eslavos a oeste, os vendos. Na década de 630, Samo, o governante do primeiro estado eslavo conhecido, a "União Tribal [ou reino ou império] de Samo", aumentou sua autoridade sobre os territórios a norte e oeste do grão-canato às custas dos ávaros.
Na mesma época do reinado de Samo, o grande cã da Bulgária Cubrato, do clã Dulo, liderou uma revolta vitoriosa contra a autoridade ávara sobre a planície panônica, fundando o que os bizantinos costumavam de chamar "Antiga Grande Bulgária". A guerra civil, possivelmente um conflito sucessório na Onogúria entre os partidos ávaro-cutrigur de um lado e as forças utigures de Cubrato do outro, durou de 631-632. O poder ávaro-cutrigur foi destruído e os ávaros passaram para o jugo da "Pátria Onogúria" ("Terra dos Onogures") — a Antiga Grande Bulgária. O cronista Fredegário relatou que 9 000 búlgaros buscaram asilo fugindo para a Baviera, apenas para serem massacrados pelo rei franco Dagoberto I. Alguns permaneceram na Onogúria, porém, e ficaram conhecidos como "cozariques" (que ainda estavam na região da Transilvânia na época de Menumorut). Após a morte de Cubrato, uma nova luta pelo poder irrompeu. O grupo que estava na região oriental da Onogúria migrou para norte do rio Volga e fundou um estado, a Bulgária do Volga. Os que ficaram para trás, entre a Transilvânia e a região da moderna Ucrânia, foram assimilados pelos cazares.

### 670-720: Período intermediário
O cã Cubrato morreu em 665 e foi sucedido pelo cã Beano da Bulgária. Em 670, os cazares haviam destruído a unidade da confederação búlgara, obrigando uma parte dos búlgaros utigures a migrar para o ocidente. A Crônica Iluminada relata 677 como sendo o ano em que o grupo étnico "húngaro" (búlgaros onogures) terem se estabelecido definitivamente na Panônia. Este novo elemento étnico (com seus característicos cabelos presos em rabos-de-cavalo, sabres curvos de corte único e arcos largos e simétricos) é a principal característica do período ávaro-búlgaro (670–720). Um grupo de búlgaros onogures, liderados pelo cã Cuber, derrotou os ávaros em Sírmio e marchou para o sul, se assentando na região da Macedônia. Outro grupo de búlgaros onogures e utigures, liderados pelo cã Asparuque (o pai do cã Tervel), já tinha se estabelecido de forma definitiva nos Bálcãs entre 679 e 681 e fundou o Primeiro Império Búlgaro. Embora o Grão-Canato Ávaro tenha diminuído à metade de seu tamanho original, ele consolidou seu controle sobre as partes centras da região do médio Danúbio e estendeu sua esfera de influência para o ocidente, até a planície vienense. Com a morte de Samo (658), algumas tribos eslavas novamente caíram sob o jugo dos ávaros. Novos centros regionais emergiram, como os de Ozora e Igar (condado de Fehér, na moderna Hungria), e reforçaram a base de poder ávaro. Contudo, a maior parte dos Bálcãs agora estava nas mãos dos eslavos, uma vez que nem os bizantinos e nem os ávaros foram capazes de reafirmar sua posição na região.
No início do século VIII, uma nova cultura arqueológica apareceu na região dos Cárpatos, a cultura do "grifo e do cacho". Alguns acadêmicos (como a teoria da "dupla conquista" do arqueólogo Gyula Lászlo) tentam atribuir o fato à chegada de novos colonos, como os primeiros magiares, mas o tema ainda gera controvérsias. Os arqueólogos húngaros Laszló Makkai e András Móczy atribuem esta cultura à evolução interna dos ávaros resultante da integração dos emigrantes búlgaros da geração anterior (a da década de 670): "[…] a cultura material — arte, roupas, equipamentos, armas — do final do período ávaro-búlgaro evoluíram autonomamente a partir destas novas fundações". Muitas regiões que haviam sido importantes centros do grão-canato perderam importância enquanto novas emergiram. É importante notar que, embora elementos da cultura material ávara possam ser encontrados por toda a região norte dos Bálcãs, eles provavelmente representam a presença de eslavos independentes que adotaram costumes ávaros.

### 720-804: Declínio e colapso
O gradual declínio do poder ávaro acelerou-se para uma destruição total no espaço de uma década. Uma série de campanhas francas na década de 790 lideradas por Carlos Magno terminaram com a conquista do Grão-Canato Ávaro e anexação da maior parte da Panônia, até pelo menos o rio Tisza. A ocupação ávara terminou quando uma força eslavo-croata, liderada pelo príncipe Vojnomir da Croácia Panônica, e apoiada pelos francos, lançou um contra-ataque em 791. A ofensiva foi um sucesso e os ávaros foram expulsos da Croácia Panônica. Carlos Magno conquistou outra grande vitória contra os ávaros em 796.
A canção "De Pippini regis Victoria Avarica", que celebra a derrota dos ávaros pelas mãos de Pepino da Itália em 796, ainda existe. Os francos batizaram muitos ávaros e os integraram no Império Franco ([…] (sc. ávaros) autem, qui obediebant fidei et baptismum sunt consecuti […]). Em 804, o Primeiro Império Búlgaro conquistou a Transilvânia, a porção sudeste do território ávaro, e a região sudeste da Panônia até o médio Danúbio e muitos ávaros se tornaram súditos dos búlgaros. Os francos então transformaram as terras ávaras sob seu controle numa marca militar. A metade oriental desta marca foi então concedida ao príncipe eslavo Pribina, que fundou o Principado de Balaton em 840. A outra metade da chamada Awarenmark continuou a existir até 871, quando foi anexada pelas marcas da Caríntia e Oriental.
Após a queda do Grão-Canato Ávaro, o nome "ávaro" e a autoidentidade étnica que ele carregava desapareceram no espaço de uma geração. Uma presença ávara na Panônia é certa em 871, mas, daí em diante, o nome deixou de ser utilizado pelos cronistas: "Mostrou-se impossível manter a identidade ávara após as instituições e as grandes aspirações de suas tradições terem fracassado". Os ávaro já vinham se misturando com os muito mais numerosos eslavos por gerações e eles posteriormente cairiam sob o jugo de potências estrangeiras, como os francos, os búlgaros e da Grande Morávia. Na metade do século IX, tudo o que restava do estado ávaro havia desaparecido e os ávaros da região conhecida como solitudo avarorum (atualmente chamada de Alföld) desapareceram como "povo" em três gerações. Eles lentamente se mesclaram com os eslavos para criar um povo bilíngue turco-eslavo que foi dominado pelos francos, e foi este povo que os magiares encontraram no final do século IX quando invadiram a região.